# Fara Gera d'Adda
Fara Gera d'Adda es una localidad y comune italiana de la provincia de Bérgamo, región de Lombardía, con 7.847 habitantes.

## Evolución demográfica
| Gráfica de evolución demográfica de Fara Gera d'Adda entre 1861 y 2001 |
|                                                                        |
| Fuente ISTAT - elaboración gráfica de Wikipedia                        |